# 280 г. пр.н.е.
280 (двеста и осемдесета) година преди новата ера (пр.н.е.) е година от доюлианския (Помпилийски) римски календар.

## Събития

### В Римската република
- Консули са Публий Валерий Левин и Тиберий Корунканий.
- Епирският цар Пир дебаркира с войската си в Тарент, след което напредва срещу консула Левин като изпраща пратеници с настояване римляните да се оттеглят от всички гръцки градове.[1]
- В битка при Хераклея Пир нанася поражение на римляни като използва и слонове, срещу които те се изправят за първи път.[1] След това царят напредва чак до Анани в Лациум, но впоследствие е принуден да се оттегли към Тарент.[2]
- Римляните побеждават градовете Волсинии и Вулци.[2]

### В Гърция
- Ахейският съюз е създаден отново.[3]
- Завършено е изграждането на Родоския колос.

### В Сицилия
- Тиранът на Сиракуза Хикет претърпява тежко поражение при атаката си на картагенските владения в западната част на остров Сицилия.[2]

## Родени
- Филон Византийски, древногръцки инженер и математик (умрял 220 г. пр.н.е.)

## Починали
- Деметрий Фалерски, древногръцки философ перипатетик и политик (роден 350 г. пр.н.е.)
- Херофил, древногръцки лечител (роден 335 г. пр.н.е.)